# Lila Kari
Lila Kari (născută Santean, n. secolul al XX-lea) este o informaticiană română și canadiană, profesor la Facultatea de Informatică David R. Cheriton la Universitatea din Waterloo, Canada.

## Biografie
Kari a obținut diploma de master la Universitatea din București în 1987, studiind cu Gheorghe Păun, iar apoi s-a mutat la Universitatea din Turku, în Finlanda, unde a obținut diploma de doctor în 1991, sub îndrumarea lui Arto Salomaa. S-a mutat la Universitatea din Western Ontario, ca profesor invitat, în 1993, iar în 1996 a fost angajată acolo pe deplin. În 2017, a acceptat postul de profesor de informatică și catedra cercetării din universitatea la Universitatea din Waterloo.

## Cercetare
Teza de doctorat a lui Kari a fost în teoria limbajelor formale. La mijlocul anilor 1990, inspirată de un articol publicat de Leonard Adleman în Science, ea și-a îndreptat interesul înspre calculatoare cu ADN. Prin munca sa, împreună cu Laura Landweber, a inițiat și a explorat studiul puterii de calcul a procesării cu ADN la ciliate, folosindu-se de experiența sa pentru a demonstra că operațiunile efectuate prin recombinarea genetică a ADN-ului în aceste organisme sunt Turing complete. Mai recent, a studiat probleme de nondeterminism și indecidabilitate în auto-asamblare, precum și probleme din informatica biodiversității, unde a propus metode bazate pe reprezentarea ca jocuri haotice a secvențelor de ADN genomic pentru a identifica și clasifica specii.